# Randy Fitzsimmons
Randy Fitzsimmons é o suposto empresário e compositor da banda sueca de rock The Hives.
Ele nunca foi visto em público. É dito que foi ele quem juntou os cinco membros do grupo em 1993 mandando uma carta para cada um. Todas as músicas da banda são creditadas a ele.
Foi revelado pela revista NME que Randy Fitzsimmons é um pseudônimo registrado pertencente ao guitarrista Nicholaus Arson, irmão do vocalista. Esta é mais uma evidência que faz acreditar que Fitzsimmons não passa de um mito. Mas a banda nega e insiste na existência do compositor.
Na contra-capa do álbum Tyrannosaurus Hives, aparecem doze pernas, que seriam dos cinco integrantes da banda mais Fitzsimmons.